# Кельпі

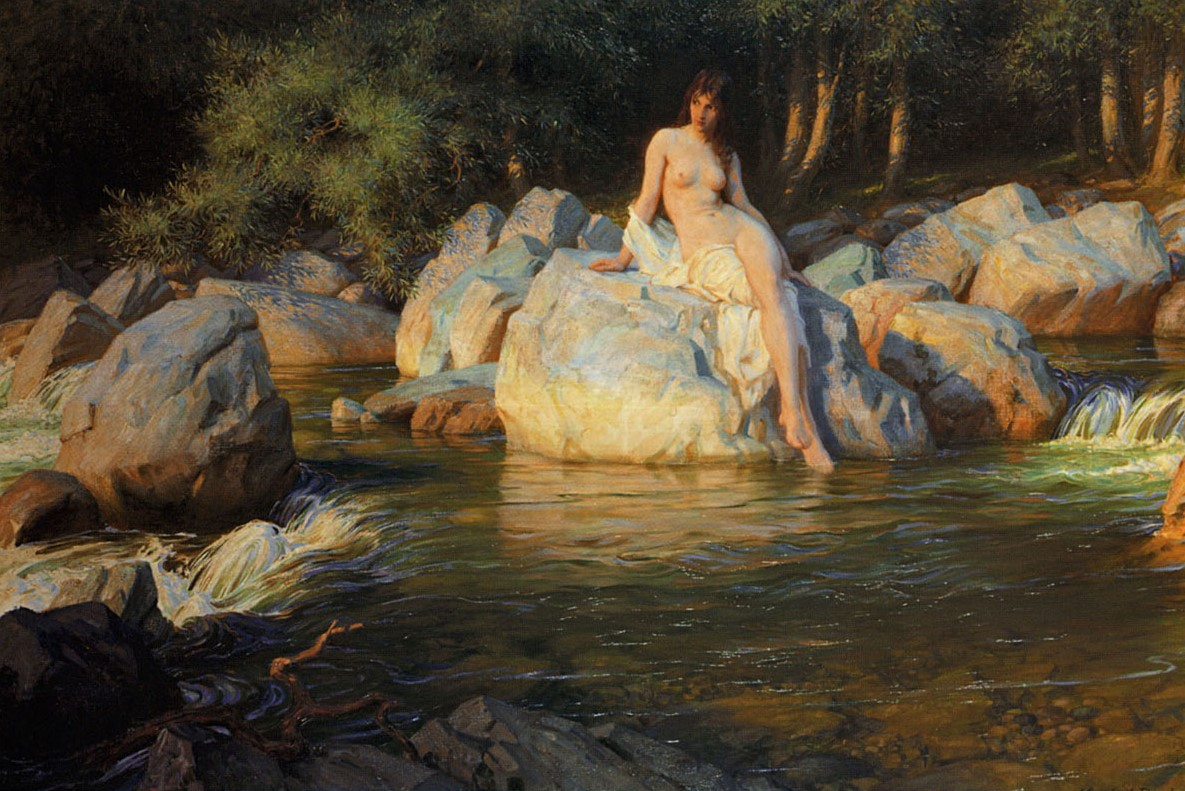
Герберт Джеймс Дрейпер. Кельпі (1913 рік).

Ке́льпі (англ. kelpie) — в шотландській міфології водяний дух, що живе в річках і озерах. Кельпі в основному ворожі до людей. З'являються в образі коня, що пасеться біля води, який підставляє подорожньому свою спину і потім затягує його в воду.
Назва Кельпі, швидше за все споріднена з ірландським calpach, «бичок», «лоша», інший варіант етимології слова: ймовірно, від «kelp» — морських водоростей, можливо, від гельского cailpcach (волова шкіра, теличка). Інша назва кельпі на острові Мен — глейштн (glashtyn). Глейштн описаний як гоблін, який часто виходить з води і схожий з брауні острова Мен. Як і кельпі, глейштн з'являється, як кінь — а точніше, як сіре лоша. Його можна часто побачити на берегах озер, причому виключно вночі.
За уявленнями шотландців, кельпі — це перевертень, здатний перетворюватися в тварин і в людину (як правило, кельпі перетворюється в молодого мужчину з розкошланим волоссям). Має звичку лякати подорожніх — він може вискочити з-за спини, або несподівано скочити на плечі. Перед бурею багато хто чує, як виє кельпі. Набагато частіше ніж людську, кельпі приймає подобу коня, найчастіше чорного окрасу, проте, часом згадується і біла шерсть. Іноді у кельпі виростають двоє довгих рогів, і тоді він схожий за суміш коня з биком. Часом кажуть, що у нього світяться очі, або у них повно сліз, а самі очі притягують погляд, мов магніт.

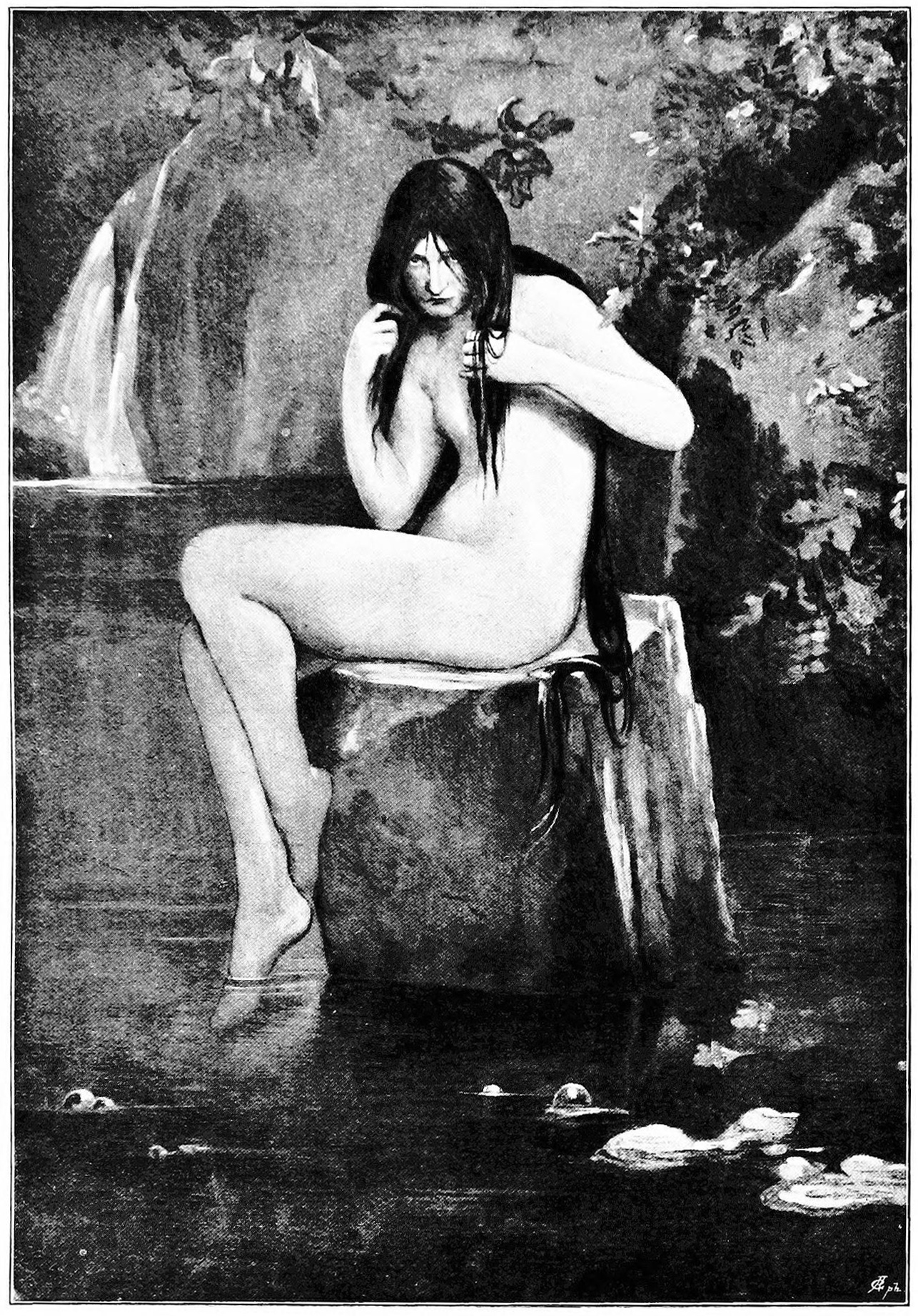
The Kelpie by Thomas Millie Dow, 1895

Усім своїм виглядом кельпі ніби запрошує перехожого сісти на себе, а коли той сідає, скаче разом із вершником у воду. Кельпі при цьому щезає, причому,  його щезнення супроводжується гуркотом і яскравим спалахом. Але, часом, коли кельпі чимось розсерджений, він розриває свою жертву на куски і пожирає.
Древні скоти називали ці створіння водяними кельпі, кіньми, биками чи просто духами, а матері забороняли малюкам бавитися близько від берега річки чи озера: той, хто там живе, може набути подоби коня, що скаче галопом, схопити малюка, посадити собі на спину і потім, з безпомічним маленьким вершником, пірнути у воду.
Сліди кельпі легко упізнати, копита у нього поставлені задом наперед. Кельпі здатен розтягуватись у довжину наскільки завгодно, а вершник до його тіла неначе прилипає, та не здатний злізти.
Щоб перемогти кельпі, необхідно приманити його вівсом і накинути вуздечку йому на голову, промовляючи при цьому спеціальне замовляння, яке зробить його покірним та безпомічним. Найкращий час для того, щоб спіймати кельпі — зима. В цьому випадку є шанс, що після того, як духа спіймають, за ніч ополонка, з якої той з'явився замерзне, і кельпі не зможе покинути свого хазяїна до самої весни, аж поки крига на річці не скресне.
Найулюбленіші місця кельпі: Loch-na-Dorb, Loch Spynie і Loch Ness. Так, його часто асоціюють з Чудовиськом озера Лох-Несс, ніби-то кельпі перетворюється у морського ящера, або ж це і є його істинна подоба.
Також кельпі може постати у подобі прекрасної дівчини у зеленій сукні навиворіт, що сидить на березі і заманює подорожніх; або ж з'являється у подобі прекрасного принца і зваблює дівчат. Впізнати його можна по мокрому волоссю, з водоростями та мушлями.

## Використана література
1. ↑  Келпи [Архівовано 20 жовтня 2004 у Wayback Machine.] // Мифологический словарь/ Гл. ред. Е. М. Мелетинский. — М.:Советская энциклопедия, 1990. — 672 с.